# (20693) Ramondiaz
(20693) Ramondiaz est un astéroïde de la ceinture principale d'astéroïdes.

## Description
(20693) Ramondiaz est un astéroïde de la ceinture principale d'astéroïdes. Il fut découvert le 5 novembre 1999 à Socorro (Nouveau-Mexique) par le projet LINEAR. Il présente une orbite caractérisée par un demi-grand axe de 3,11 UA, une excentricité de 0,13 et une inclinaison de 0,2° par rapport à l'écliptique.

## Compléments